# Kuchnia (Pommeren)
Kuchnia is een plaats in het Poolse district  Tczewski, woiwodschap Pommeren. De plaats maakt deel uit van de gemeente Gniew en telt 144 inwoners.